# Villa Marignoli
La Villa Marignoli est un bâtiment Art Nouveau de Rome, situé à l'angle de la via Po et du Corso d'Italia, dans le Quartier Pinciano.
Aujourd'hui placé sous la protection de la Soprintendenza pour les Monuments de Rome et du Latium, l'édifice est considéré, avec la Villa Pacelli, comme l'un des bâtiments Art Nouveau les plus représentatifs de Giulio Magni, l'architecte qui l'a bâtie en 1907.
Il est situé non loin de la Villa Borghese, l'un des plus grands espaces verts de Rome.
À l'origine résidence nobiliaire de la famille aristocratique Marignoli, la Villa abrite aujourd'hui une résidence et un hôtel de tourisme.

## Architecture
Caractérisé par un style inspiré des édifices nordiques médiévaux, la Villa a été conçue par l'architecte Giulio Magni, l'une des figures artistiques les plus intéressantes du début des années 1900. Arrière-petit-fils de Giuseppe Valadier, il "...fut parmi les premiers à remettre en question les conventions du langage architectural courant, avant la crise du bâtiment, et parmi les premiers à démontrer la précarité d'un isolement méditatif, mais inutile". 
Magni a été l'auteur de grandes œuvres architecturales de l'époque: le Ministère de la Marine (1911), les maisons populaires de Testaccio (1903 – 1914), le palais de la Paix de La Haye, et d'autres villas : la villa Almajà (1910) et la villa Pacelli sur la Via Aurélia.

## Histoire
La villa a été rénovée au cours de la deuxième moitié des années 1970. La restructuration a été un processus long et complexe. Les bâtiments étaient en ruine et dangereux, certains n'ayant même plus de toit. 

## Curiosité
Federico Fellini, Peter Notarianni, Maurizio Costanzo et Dario Argento ont fréquenté la Villa Marignoli. 

## Activités
Devenue résidence de tourisme, afin de ne pas perdre la vocation artistique qui la distingue depuis l'époque de sa construction, de spacieux espaces publics d'accueil abritent régulièrement des expositions de peinture et des vernissages.